# 목회상담
목회상담(Pastoral counseling)은 심리학 훈련을 받은 목사, 랍비들, 사제들, 이맘들 및 기타 다른 사람들이 치료 서비스를 제공하는 상담의 분야이다. 목회상담자들은 가끔 전통적인 치료서비스에 현대적인 정신의학적인 사상과 방법을 종합한다.

## 차별성
목회상담은 교회와 같은 공동체의 특성에 맞게 신학적이며 심리적인 관점에서 접근한다. 현대에 많은 사람들이 다양한 문화적 상황속에서 복잡한 문제상황에 있게되었다. 어떤 상담에서 있어서는 영적인 상담과 더불어서 의학적 도움도  필요로 한다.

## 역사
1925년 하버드 대학교ㅡ이 리차드 카봇가 Survey Graphic를 출판하였다. 이 책에서 의학생들이 임상이 필요한 것처럼 목회자들로 하여금 목회사역을 위한 임상적인 훈련을 제안하였다. 이를 계기로 미국 목회상담협회 시작

## 됭었다.
1. ↑  Benner, David G. (2003). 《Strategic Pastoral Counseling: A Short-Term Structured Model》. Grand Rapids MI: Baker Academic. 13-14쪽. ISBN 978-0801026317. 2017년 4월 21일에 확인함.
2. ↑  Hunter, R.J. (2005). 〈Pastoral Counseling〉. 《Dictionary of Pastoral Care and Counseling》. Nashville: Abingdon Press. ISBN 0-687-10761-X.
3. ↑  David G. Benner, Strategic Pastoral Counseling: A Short-Term Structured Model (Grand Rapids, MI: Baker Academic, 2003.) ISBN 0801026318.
4. ↑  Paul, Pamela (May 2005). “With God as My Shrink”. 《Psychology Today》. 2010년 9월 18일에 확인함.
5. ↑  Buice, Allison (1987년 6월 27일). “Pastoral Counselors Increasing in Numbers”. 《Spartanburg Herald-Journal》 (Spartanburg , SC). B3면. 2010년 10월 12일에 확인함.
6. ↑  Abbott, Stephanie; Ronsheim, Douglas; Xander, Donna (June 2005). “Counselors and Clergy: Partners in Healing”. 《Counselor: Magazine for Addiction Professionals》 6 (3): 32–37. ISSN 1047-7314. 2011년 6월 15일에 원본 문서에서 보존된 문서. 2010년 9월 15일에 확인함.
7. ↑  Stokes, Rodney (1974). “Survey Graphic”. reprinted online at the Canadian Association for Pastoral Education and Practice website 보관됨 2011-09-29 - 웨이백 머신 웹아카이브 틀에 오류가 있습니다: |url= 값을 확인하십시오. 비어 있음.

## 추가 자료
- Wicks, Robert (1985). 《Clinical Handbook of Pastoral Counseling》. New York: Paulist Press. ISBN 0-8091-3325-3.

## 같이 보기
- 목회